# 洛斯托夫特鎮足球會
洛斯托夫特鎮足球會（英語：Lowestoft Town Football Club，/ˈloʊ.əstɒft/、/ˈloʊstɒft/或/ˈloʊstəf/）是一支位於英格蘭東部薩福克郡洛斯托夫特的足球俱樂部，目前於英格蘭足球南部聯賽超聯組中部角逐。

## 榮譽
- 英格蘭足球依斯米安聯賽
  - 超聯組附加賽冠軍：2013/14年；
  - 甲組北區聯賽冠軍：2009/10年；
- 東部郡聯賽（Eastern Counties League）
  - 聯賽冠軍：1935/36年（並列）、1937/38年、1962/63年、1964/65年、1965/66年、1966/67年、1967/68年、1969/70年、1970/71年、1977/78年、2005/06年、2008/09年；
  - 聯賽盃冠軍：1938/39年、1954/55年、1965/66年、1966/67年、1968/69年、1975/76年、1977/78年、1983/84年、2000/01年、2006/07年；
- 諾福克和薩福克聯賽（Norfolk & Suffolk League）
  - 冠軍：1897/98年、1898/99年、1900/01年、1901/02年、1902/03年、1903/04年、1928/29年、1930/31年；
- 北薩福克聯賽（North Suffolk League）
  - 冠軍：1897/98年、1898/99年、1899/00年、1900/01年、1902/03年、1903/04年、1904/05年；
- 薩福克超級盃（Suffolk Premier Cup）
  - 冠軍：1966/67年、1971/72年、1974/75年、1978/79年、1979/80年、1999/2000年、2000/01年、2004/05年、2005/06年、2008/09年、2011/12年；
- 薩福克高級盃（Suffolk Senior Cup）
  - 冠軍：1902/03年、1922/23年、1923/24年、1925/26年、1931/32年、1935/36年、1946/47年、1947/48年、1948/49年、1955/56年；
- 東盎格魯盃（East Anglian Cup）
  - 冠軍：1929/30年、1970/71年、1977/78年；

## 外部連結
- 官方网站
- 洛斯托夫特鎮足球會的X（前Twitter）